# 1143年教宗選舉
1143年教宗選舉於教宗諾森二世於1143年9月24日離世後進行。選舉於9月26日開始並於同日選出吉多·德·爾卡斯蒂略樞機為新教宗，取名「雷定二世」。

## 選舉過程
諾森二世在1143年9月24日於羅馬離世。在他8年的教宗任期內，他要面對跟對立教宗克雷二世的鬥爭，這個鬥爭隨着克雷二世的繼任人對立教宗維篤四世退位及承認諾森二世的教宗地位而於1138年5月結束。1139年4月，天主教會召開第二次拉特朗大公會議，會議上決定將克雷二世支持者免去在教會內擔任的全部職務。不過，即使已解決了有關克雷二世的問題，但是諾森二世晚年的教宗任期並非一帆風順。宗座軍隊被西西里國王魯傑羅二世打敗，而魯傑羅二世是被克雷二世加冕及要求恢復克雷二世為合法教宗。1139年7月22日，當宗座軍隊於加盧喬被打敗，諾森二世被魯傑羅二世囚禁及被要求確定自己作為國王而擁有的特權。:384-387在諾森二世被囚禁後不久，羅馬出現了一個嚴重的問題。1143年諾森二世離世不久，羅馬市民建立了一個反對教宗世俗管治羅馬的市政機關。樞機團就在這片陰影下召開選出新教宗的選舉。:78, 453
1143年9月26日，當時身在羅馬的樞機於拉特朗聖若望大殿召開選舉及選出吉多·德·爾卡斯蒂略樞機為新教宗。他在當選教宗前曾擔任聖馬爾谷聖殿宗主教座堂司鐸和諾森二世的宗座使節（1137年）。:83-84除此之外，他亦是首位獲得「教師」稱號的樞機。:220-221他當選取名「雷定二世」並於同日被晉牧。:525:1

## 參與選舉的樞機
1143年9月諾森二世離世時共有約30位樞機。根據1143年發出的教宗詔書上的簽名，估計當時共有不多於23位樞機參與這次選舉。:1:840-841以下是有參與選舉的22位樞機：
| 姓名                   | 領銜職務                     | 冊封樞機日期   | 冊封者     | 備註                                             |
| ---------------------- | ---------------------------- | -------------- | ---------- | ------------------------------------------------ |
| 科拉多·德米特里        | 薩比娜羅馬城郊教區主教       | 1113年或1114年 | 帕斯卡二世 | 樞機團團長、後來的教宗達西四世                   |
| 博韋的阿伯里克         | 奧斯蒂亞羅馬城郊教區主教     | 1138年4月3日   | 諾森二世   |                                                  |
| 艾蒂安·德沙隆          | 帕萊斯特里納羅馬城郊教區主教 | 1141年2月21日  | 諾森二世   |                                                  |
| 伊默爾                 | 弗拉斯卡蒂羅馬城郊教區主教   | 1142年3月13日  | 諾森二世   |                                                  |
| 伯多祿·巴巴拉斯基      | 阿爾巴諾羅馬城郊教區主教     | 1143年9月17日  | 諾森二世   |                                                  |
| 赫拉爾·卡紮文尼治      | 耶路撒冷聖十字聖殿司鐸       | 1123年3月9日   | 嘉禮二世   | 首席司鐸、羅馬天主教會秘書長及後來的教宗路爵二世 |
| 吉多·德·爾卡斯蒂略     | 聖馬爾谷聖殿司鐸             | 1128年或1129年 | 何諾二世   | 於這次選舉中當選為教宗雷定二世                   |
| 吉多·弗洛倫蒂納斯      | 聖基所恭聖殿司鐸             | 1139年         | 諾森二世   |                                                  |
| 拉涅利                 | 聖普里斯卡堂司鐸             | 1139年12月22日 | 諾森二世   |                                                  |
| 額我略·德拉·蘇貝拉     | 越台伯河的聖母大殿司鐸       | 1140年3月1日   | 諾森二世   |                                                  |
| 多默                   | 聖維大理聖殿司鐸             | 1140年3月1日   | 諾森二世   |                                                  |
| 伯多祿                 | 聖普正珍大殿司鐸             | 1140年9月20日  | 諾森二世   | 聖伯多祿大殿總鐸                                 |
| 烏瓦爾多希             | 聖若望及保祿堂司鐸           | 1141年12月19日 | 諾森二世   |                                                  |
| 額我略·泰基尼          | 聖色爾爵及伯古斯堂執事       | 1123年3月9日   | 嘉禮二世   | 首席助祭                                         |
| 柯冬·波尼卡斯          | 維拉布洛聖喬治聖殿執事       | 1132年3月4日   | 諾森二世   |                                                  |
| 烏瓦爾多希             | 拉塔路聖母堂執事             | 1134年12月21日 | 諾森二世   |                                                  |
| 赫拉爾                 | 上主聖母堂執事               | 1138年5月27日  | 諾森二世   |                                                  |
| 奧塔維亞諾·德·蒙蒂塞利 | 聖尼古拉監獄堂執事           | 1138年2月25日  | 諾森二世   | 後來於1159年至1164年成為對立教宗維篤四世         |
| 伯多祿                 | 阿郊洛聖母堂執事             | 1141年2月21日  | 諾森二世   |                                                  |
| 伯多祿                 | 金碧地利聖母堂執事           | 1141年9月19日  | 諾森二世   |                                                  |
| 額我略                 | （無）                       | 1141年12月19日 | 諾森二世   | 羅馬天主教會執事                                 |
| 尼各老                 | （無）                       | 1142年3月13日  | 諾森二世   | 羅馬天主教會執事                                 |

在上述22位樞機裏有18位樞機是被諾森二世冊封、2位樞機是被嘉禮二世冊封、1位樞機被何諾二世冊封、1位樞機被帕斯卡二世冊封。

## 缺席選舉的樞機
| 姓名                 | 領銜職務                 | 冊封樞機日期     | 冊封者   | 備註                                   |
| -------------------- | ------------------------ | ---------------- | -------- | -------------------------------------- |
| 塞德溫               | 聖魯菲納羅馬城郊教區主教 | 約1133年         | 諾森二世 | 駐德國宗座使節:28, 263                 |
| 哥蘇                 | 聖則濟利亞聖殿司鐸       | 1139年12月22日   | 諾森二世 | 駐倫巴底宗座使節                       |
| 羅那度·德·科萊迪梅佐 | 聖瑪策林及聖伯多祿堂司鐸 | 約1139年或1141年 | 諾森二世 | 卡西諾山修道院院長（外地樞機:94-97）   |
| 烏巴爾多·阿利色古尼  | 聖巴西德聖殿司鐸         | 1138年12月16日   | 諾森二世 | 駐倫巴底宗座使節、後來的教宗路爵三世   |
| 圭多·皮薩諾          | 聖葛斯默和達彌盎聖殿執事 | 1132年3月4日     | 諾森二世 | 駐西班牙宗座使節:147                   |
| 阿度夫               | 希臘聖母堂執事           | 1132年12月16日   | 諾森二世 | 法爾法修道院院長（外地樞機:81-83）     |
| 吉多·卡斯特羅·費則羅 | （無）                   | 1139年           | 諾森二世 | 駐波希米亞和摩拉維亞宗座使節:189:89-90 |
| 吉爾伯托             | 聖亞德堂執事             | 1142年3月13日    | 諾森二世 | 駐溫布利亞宗座使節                     |